# Chiune Sugihara
Chiune Sugihara (em japonês: 杉原千畝, Sugihara Chiune; 1 de janeiro de 1900 – 31 de julho de 1986) foi um diplomata japonês que durante a Segunda Guerra Mundial ajudou os judeus radicados na Lituânia a saírem do país, então ocupado pelas tropas nazistas, fornecendo-lhes milhares de vistos de trânsito para que pudessem viajar para o Japão.
Muitos dos judeus eram da Polônia ou residentes de Lituânia. Sugihara concedeu vistos os quais facilitaram a fuga de mais de 6 mil refugiados judeus para o território japonês, arriscando a sua carreira e a vida de sua família.
Foi destituído de suas funções pelo governo, uma vez que seu país era parte do Eixo. Passou a ganhar a vida como tradutor. Recebeu de Israel o título de Justo entre as nações pelo seu trabalho que salvou a vida de vários judeus.

## Infância
Chiune Sugihara nasceu em 1 de janeiro de 1900 em Mino, de Gifu na região de Chubu em Japão sendo o seu pai Yoshimizu Sugihara e a mãe Yatsu Sugihara. Ele foi o segundo filho de uma família com 5 irmãos e 1 irmã. Quando ele nasceu, seu pai trabalhava em um escritório de impostos na cidade de Kouzuchi e sua família morava em um templo emprestado, um templo budista Kyosenji nas proximidades, e ele nasceu lá. Ele era o segundo filho entre cinco meninos e uma menina. Seu pai e sua família mudaram o escritório de impostos dentro do ramo do Escritório de Administração Tributária de Nagoya, um após o outro. Em 1903 (Meiji 36) sua família moveu-se para a vila de Asahi em Niu-gun, prefeitura de Fukui. Em 1904 (Meiji 37) eles se mudaram para Yokkaichi cidade Mie prefeitura. Em 1905 (Meiji 38) 25 de outubro, eles se mudaram para Nakatsu Town, Ena-gun, Prefeitura de Gifu. Em 1906 (Meiji 39) Em 2 de abril, Chiune entrou em Nakatsu Town Municipal Elementary School (agora Nakatsugawa Cidade Minami Elementary School na Prefeitura de Gifu). Em 1907 (Meiji 40) 31 de março, ele transferiu para Kuwana Municipal Kuwana Elementary School em Mie Prefecture (atualmente Kuwana Municipal Nissin Elementary School). Em dezembro do mesmo ano, ele transferiu para Nagoya Municipal Furuwatari Elementary School (agora Nagoya Municipal Heiwa Elementary School). Em 1912, formou-se no colégio Furuwatari com notas brilhantes e entrou em Nagoya Daigo Chugaku (atual Zuiryo). Seu pai queria que ele seguisse a carreira de médico, mas seu sonho era estudar literatura e morar no exterior. No dia do vestibular de medicina, o jovem Sugihara saiu de casa com o conselho de seu pai para dar o melhor de si. Mas quando as provas foram entregues, ele escreveu somente seu nome no cabeçalho e colocou o lápis de lado. Quando o teste terminou, apenas entregou um folha em branco. Sugihara foi estudar inglês na conceituada Universidade Waseda em 1918 e se formou em Literatura inglesa. 
Em 1919, passou no exame para Ministério das Relações Exteriores. O Ministério de Relações Exteriores do Japão designou-o para o consulado de Harbin, na China, onde também estudou os idiomas Russo e Alemão, na qual se tornou expert em assuntos da Rússia.

## Lituânia
Em 1939, ele se tornou o vice-consul do Consulado do Japão em Kaunas, Lituânia. Seus outros deveres eram reportar sobre o movimento das tropas russas e alemãs.
Em setembro de 1939 a Alemanha invadira a Polônia [e depois, a União Soviética ocupou a parte não-germanizada do país pelas tropas de Hitler] e as notícias e relatos sobre crimes horríveis dos alemães contra judeus se espalhavam. Muitos do refugiados conseguiram chegar à Lituânia dominada pelos russos, mas era questão de tempo antes que as tropas alemãs chegassem ao local.
Para os refugiados a única rota de fuga era por terra através da União Soviética. Mas para isso os russos permitiriam se certificassem de que os refugiados seriam recebidos por outro país, depois de cruzar a União Soviética.
Sugihara telegrafou ao Ministro do Exterior em Tóquio, explicando a situação dos judeus, para solicitar a permissão de conceder vistos de trânsito, na qual foi negado três vezes.
Uma vez que os vistos japoneses eram apenas de trânsito, as pessoas deveriam ter que declarar um destino final. Curaçao, uma possessão holandesa do Caribe, foi uma sugestão.
Então começou a emitir vistos na manhã de 1 de Agosto, que demoravam cerca de 15 minutos para emiti-las. Sugihara deixara de almoçar para emitir tantos quanto possível, trabalhando dia e noite. Quando acabaram os formulários oficiais, escreveu mais à mão. À medida que passavam os dias, ele começou a ficar fraco, ficando com os olhos injetados, por falta de sono, dedicando-se a emitir mais vistos.
Na terceira semana de agosto, Sugihara recebeu telegramas ordenando-o a parar, pois grande número de refugiados poloneses chegavam ao Japão nos portos de Yokohama e Kobe, provocando confusão. Sendo que ele apenas ignorou as ordens.
No final de agosto, os soviéticos exigiram que o consulado fosse fechado. Tóquio instruiu Sugihara a se mudar para Berlim, porém mais judeus estavam chegando ao local. Assim ele decidiu ficar mais um dia no hotel para conceder o máximo de vistos que pudesse emitir e uma multidão seguiu a família até o hotel. Chegou a emitir mais de 300 vistos num dia, quantidade que normalmente toma um mês.
Na manhã seguinte um grupo ainda maior seguiu Sugihara e sua família à estação de trem. No trem, ele continuou a escrever freneticamente, mas não conseguia dar vistos para todos. Então começou a assinar seu nome em folhas em branco e carimbados, esperando que o resto pudesse ser preenchido. Ainda estava passando os papéis quando o trem partiu com destino a Berlim.

## Desfecho
A desobediência valeu a Sugihara uma brusca interrupção de sua brilhante carreira diplomática. Dispensado pelo governo, ele teve que contentar-se com um trabalho de tradutor. Mesmo assim, jamais alardeou seu heroísmo. Só em 1969 foi encontrado por Yehoshua Nishri, um dos judeus que ele salvou. Centenas de outros relatos logo começaram a aparecer. Aos poucos, o Yad Vashem (Memorial do Holocausto), uma instituição sediada em Israel que se dedica a manter vivas as lembranças da tragédia nazista, foi percebendo a importância de Sugihara. Quase 50 000 pessoas incluindo os descendentes devem sua vida a ele.
Apenas em 1985, 45 anos depois de seu ato heroico, o ex-cônsul foi considerado justo entre as nações, a mais alta honraria concedida pelo Yad Vashem, e uma árvore foi plantada em sua homenagem. Aos 85 anos, ele estava muito doente para receber o prêmio pessoalmente. Morreu no ano seguinte. Em sua lápide, está gravado seu primeiro nome: Chiune. Coincidência ou não, essa palavra, em japonês, quer dizer mil novas vidas.